# 攻撃行動
攻撃行動（こうげきこうどう、英：aggressive behavior）とは、危害を避けようとしている他者に、身体的・精神的な危害を加えようとする行動である。本項では生物学・心理学における攻撃行動について概説する。

## 原因
攻撃行動の原因としては内的衝動説、情動発散説、社会的機能説の三つの系統が考えられている。
1. 内的衝動説とは、人間には内的な攻撃の本能（衝動）が備わっており、それが表面化したのが攻撃行動であるとする考え方である。精神分析学者のフロイトや動物行動学者のローレンツがこの立場を採っている。
2. 情動発散説とは、不快な感情を解消するために攻撃行動を起こすという考え方である。ダラードは欲求不満が常に何らかの攻撃行動をもたらすと論じている。またバーコヴィッツは欲求不満に加えて攻撃行動のきっかけによって初めて起こると論じた。
3. 社会的機能説とは、さまざまな対立や利害衝突などの社会的葛藤を解決するために攻撃行動が機能しているという考え方である。攻撃の社会的機能としては強制・制裁、防衛、威嚇などの機能が挙げられる。

## 生物学における攻撃性

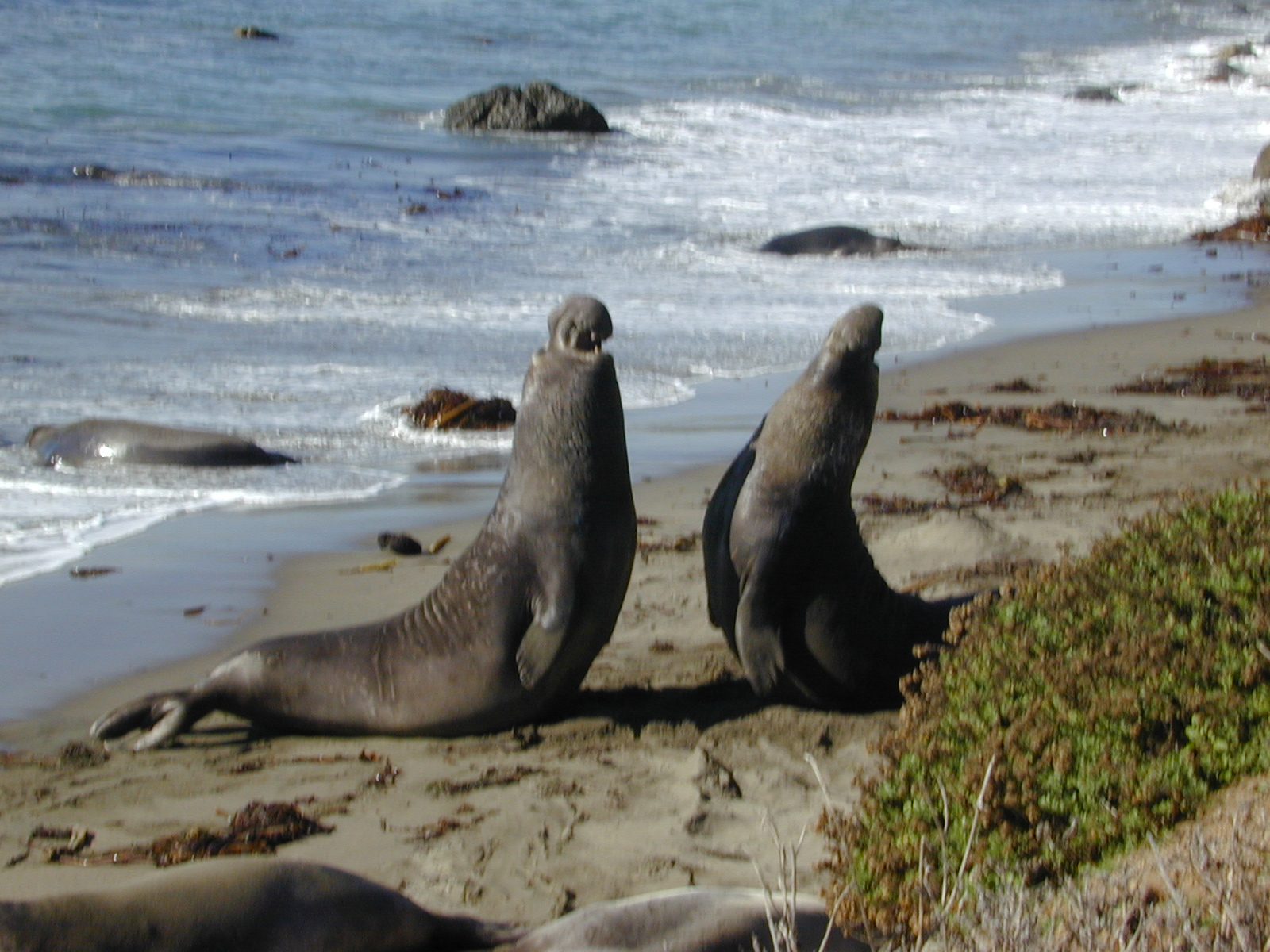
オスのアザラシの攻撃行動

生物学では攻撃性は内部的な要因と外部の刺激の相互作用によって引き起こされると考える。攻撃性はいくつもの非常に異なる内部的な特徴を持つ。様々な技術と実験によって科学者は神経学的・生理的構造と攻撃性の関連について調査を行うことができた。

### 脳
多くの研究者は攻撃性を説明するために脳に注視する。ほ乳類の攻撃性が関連する部位には扁桃体、視床下部、前頭前野、前帯状皮質、海馬、中隔核、中脳中心灰白質が含まれる。動物の意思を測定することは困難であるため、神経科学の研究では攻撃性は「他の物体や動物に向けられ、対象を傷つけるか破損させた行動」と定義されている。ネコ、ネズミ、猿の研究が示すように、視床下部と中脳中心灰白質がほ乳類で攻撃性をコントロールする最も重要な部位である。視床下部への電気刺激は攻撃行動を引き起こす。それは攻撃性レベルを決定する助けとなる神経伝達物質セロトニンとバソプレッシンに対する視床下部の急速な受容を促す。扁桃体も攻撃性に深く関与している。ハムスターの扁桃体への刺激は強い攻撃行動を引き起こす。トカゲの進化的に相同な部位の損傷は、攻撃性と闘争性の大きな減少をもたらす。

### ホルモン
様々な神経伝達物質とホルモンが攻撃行動と相関することが示されている。もっともよく言及されるのがテストステロンである。ある研究はテストステロン濃度と攻撃的な反応が明確に関連していると指摘した。成人期には個人レベルでの攻撃性の測定にテストステロンを用いることができないのは明らかである。しかしいくつかの研究では暴力犯罪の前科がある再犯男性は前科がない男性の犯人や非暴力犯罪を犯した男性と比較して血中テストステロン濃度が高かった事を示した。しかしテストステロン濃度と攻撃性の相関関係は、テストステロンが攻撃性の原因であることを意味しない。男性スポーツ選手の調査では、試合の前に急速にテストステロン濃度が上昇し、その後は低下するが試合の結果でも変動することが分かった。勝者のテストステロン濃度は敗者よりも高い。女性の場合も、暴力犯罪の前科のある女性はそうで無い女性よりテストステロン濃度が高い。しかし女性スポーツ選手の研究では男性のような顕著な反応は見られなかった。
アロマターゼは攻撃行動の調整に関連する部位で顕著に分泌される。アロマターゼ酵素の分泌を遺伝的にノックアウトされたマウスでは攻撃性が顕著に減少した。しかし異なる種ではアロマターゼ活性と攻撃性は逆のパターンを示す。他のマウスではエストラジオールは環境依存的に作用する。16時間の日照のもとではエストラジオールは攻撃性を減少させる。8時間の日照の元ではエストラジオールは急速に攻撃性を増加させる。

### 遺伝学
ほ乳類以外の例では、キイロショウジョウバエで遺伝学的研究が進んでいる。キイロショウジョウバエのフルーツレス遺伝子（それは同性愛をもたらす）はショウジョウバエの闘争に重大な影響を与える。脳のフルーツレス遺伝子かトランスフォーマー遺伝子の働きを操作することで、メスの攻撃行動を持ったオスや、オスの攻撃行動を持ったメスを作り出すことができる。二性の間で攻撃性を分けていると思われる候補の遺伝子はSTS遺伝子とY染色体上のSRY遺伝子である。STS遺伝子はニューロステロイド合成のために重要なステロイドスルファターゼ酵素をコード化している。それは両性で分泌され、雄マウスでは攻撃性と相関している。雌マウスでは出産、授乳時に劇的に増加し、その時期に母親は攻撃的になる。

### 攻撃性の進化
大部分の行動と同様に、攻撃行動も動物が生存し繁殖する助けとなるかどうかを検証的に確かめることができる。動物は縄張り、食糧、水、つがいの機会を獲得し、維持するために攻撃性を働かせる可能性がある。研究者は攻撃性と殺人の能力が我々の過去の進化の所産であると理論を立てた。

### 部外者への攻撃
攻撃性のもっとも顕著なタイプは捕食者と被食者間によく見られる。捕食者に対して自分や自分の子を守ろうとしている被食者も攻撃的になる。しかし非常に大きな敵や敵の集団に対する攻撃性はその個体の死に繋がるため、個体数の数への敏感さを発達させている。相手の強さを測定するこの能力は天敵に対して「闘争か逃避か」の反応として現れる。
個体の遺伝子の存続のために、利他的行動と呼ばれる行動が進化する。利他的な行動の例は捕食者が接近しているときにそれを知らせる警告音である。この呼び出しが群れに捕食者の存在を知らせるのと同時に、警告を発した個体の位置を捕食者に知らせることになる。警告音は発信者に進化的な不利をもたらすように見えるが、親族が逃れることができれば遺伝子の継続は容易となる。
多くの研究者によれば、捕食は攻撃的ではない。ネコはネズミを追いかけるとき背中を丸めたり威嚇したりしない。視床下部の状態は攻撃行動よりも飢えを反映した状態に類似している。

### 同種間の闘争
同種個体への攻撃性は繁殖に関係するいくつかの目的にかなう。この目的のうち一般的なものの一つは順位の確立である。特定の種の動物が他個体の住む環境に置かれたとき、最初にすることは社会的順位を決定し自分の立場を守るために戦うことである。一般的に上位の個体は下位の個体よりも攻撃的である。大多数の同種間闘争は実験個体の導入から24時間以内に終わる。
オスとメスが異なる攻撃性の傾向を持つことを説明する理論はいくつかある。いずれも生存の主要な「目的」が個体のDNAを伝達するチャンスの増大であると考える点では共通している。そのうちの一つは一方の性が他方より多くの親の投資を行うために、一方の性は他方にとっての希少資源となると述べる。大多数の種においては多くの投資を行う性はメスである。オスにとって、高い社会的序列の維持と資源の保有は繁殖の機会を獲得し、遺伝子を伝えるために重要である。メスはそれとは異なり、繁殖成功は同時に長い妊娠期間と授乳に束縛されることを意味する。したがってオスの繁殖成功はつがうことのできるパートナーの数に束縛される。
その結果、オスはしばしばメスよりも頻繁に身体的な攻撃性を発揮する。オスは他のオスと争い、リスクを冒して高い社会的地位を確保する。オスはまた自分のパートナーの持つ他のオスの血をひく仔を殺すことさえある（頻度は少ないがメスにもある）。オスは従って身体的な福利厚生を軽視する傾向にある。対照的にメスは他の個体と資源を争う。資源は子どもに変えることができる。社会的地位の確保はメスよりもオスにとって高く付く。それはメスが高い社会的地位を獲得しても余分な利益をオスよりも獲得しにくいからである。理論的にはメスは健康と豊かさのために低い攻撃性、低いリスク、資源を得るための間接的な戦略を採らせるようになると予測できる。その結果、メス同士の資源を巡る闘争では互いを負傷させることはまれである。
この事実は人間に翻訳されると、男性が女性よりも社会的地位を望む傾向を示すと示唆する。社会では、男の子の攻撃性は社会的地位と自尊心によってさらに動機付けされるが、一方女の子の攻撃性は地位ではなく資源獲得に集中され、より身体的な危険が少ない間接的な隠れた攻撃性に向かうと予測できる。しかしながら、動物の行動を用いて人間の行動を説明すること、現代人の行動を進化的に説明することには広い反対がある。

## 心理学における攻撃行動

### 発達心理学
発達心理学において幼児が攻撃行動を行うことについてこれまで多数研究されている。残念ながら、厳密な統計的文献分析によれば、子供時代に見られる攻撃的行動には遺伝的要因が関与しており、攻撃的行動は成人期まで持続する傾向がある。

#### 挑発的攻撃・報復的攻撃・制裁的攻撃
攻撃行動は他者への損害をおよぼすために道徳的には違背行為ともされるが、他方、戦争などで攻撃を受けた側が報復する場合などは肯定的に評価されることもある。復讐攻撃は被害者側の相対的剥奪感を解消し、公平感をもたらすこともあり、近年、米国の刑法学においても「報復的公正」が研究されている。
越中康治の幼稚園児童の研究によれば、他の児童からものをとりあげるなどの挑発的攻撃、奪われたものを取り返す報復的攻撃、さらに別の児童が取り返してあげるなどの制裁的攻撃の３つの概念を提出している。また幼児らは、挑発的攻撃は悪いと判断する一方で、報復的攻撃・制裁的攻撃は許容することが観察されており、幼児においても「報復的公正」への理解があるとされる。
また越中らは目的を自己か他者、動機を回避、報復としたうえで次の４つの攻撃があるとする。
- 防衛 (自己目的、回避）
- 報復 (自己目的、報復)
- 擁護 (他者目的、回避)
- 制裁 (他者目的、報復)

#### 道徳領域と慣習領域
ピアジェらの発達心理学などでは、幼児は既存の規範を順守しようとする権威志向的であり、善悪の道徳観念の理解は後期児童または青年期まで形成されないとしてきた。このような説明に対して近年の研究では、幼児においても権威から独立した道徳を持ちうるとされている。Turielらの領域理論においては、道徳領域、慣習領域、個人領域の３つの独立した領域で幼児の思考は構成されるとする。
- 道徳領域とは正義や公正などの概念が属し、他者の期待や規則から独立し、また他人からの命令や権威といったものとは無関係に善悪が判断される[2]。
- 慣習領域では、集団における規則、マナーなどと相対的なものとなり、独立した道徳観念からは思考されない[2]。

幼児はこのような道徳と慣習の領域を区分することができるとされる。
2歳から5歳の児童において、叩く、奪うという攻撃行動は道徳領域において判断でき、片付けない、集団行動に参加しないなどの慣習領域における違反については、2歳は道徳と慣習と区別できず、規則や権威（教師の命令）に左右される。4,5歳になると、規則や権威とは独立して道徳的な判断ができるようになる。Turielは、4,5歳になると、権威志向的に規則を常に順守することから脱し、独立した道徳判断ができるようになるとしている。
また、児童青年期の発達心理学研究においては、6歳から8歳でも言論の自由を普遍的な道徳と理解することができ、権威者が制限することは悪いと判断できる。他方、「敵対する考え方を持つものに対して身体的な攻撃を加えることを唱導する演説」については言論の自由が支持されない場合も6歳から8歳までの児童においては観察された。8歳から11歳までの児童は異なる領域を調整し、言論の自由を支持する傾向にあった。

### 社会心理学
社会心理学において攻撃行動は、厳密には攻撃を加える側の攻撃行動の意図が明確であり、それでいて攻撃を受ける側がその攻撃行動を了承していない場合に成立する行動である。その結果によって攻撃行動かどうかが判断されるのではなく、未遂であってもその意図が明らかである場合は攻撃行動である。その攻撃の内容についても、身体的なものだけに限られたものではなく、精神的な攻撃行動も嫌がらせや悪口によって成立しうる。
しかし、攻撃行動は「悪い」行動として道徳背反行為とされるが、実際には常に「悪い」とは判断されない。社会心理学の研究では、被害の回避を目的とした正当防衛などの攻撃行動や、加害者への報復行為については必ずしも悪いとは判断されずに、文脈を考慮して判断され、攻撃行動が許容されることもある。
集団から逸脱する者を対象とした道徳的攻撃行動は脳生理的に大きな快感を生じさせる。このような権威主義的な制裁を好む傾向にある人は他者の逸脱に敏感であり、逸脱の兆候に過剰に反応し、集団の利得とは関係なく容易に制裁システムを発動させてしまう場合がある。こうした社会正義を名目とした自分勝手な制裁をオーバーサンクションといい、結果的に集団の利得を下げる結果に繋がりやすい。
一般的な心理学によると、攻撃性は反応的攻撃と計画的攻撃に分けられるとされている。サイコパスは計画的な攻撃と反応的な攻撃の両方を行うことが多く、非サイコパスの反社会的人格や行為障害者の攻撃は主に反応的であることはよく知られていることである。計画的な攻撃を行うのはむしろ人気者であり、学校でのいじめも首謀者が人気者でない者よりも首謀者が人気者の方が多い。アメリカでは計画的な攻撃をする人は人気が高く、反応的な攻撃は真っ先に不人気になる傾向があるが、反応的な攻撃をする人は、自分が人気があると勘違いしていることが多いので、ますます反応的な攻撃をし、自分の手で人気をどん底に落としてしまう傾向がある。解決策としては、他人の行動を好意的に解釈すれば、自然と好意的に接するようになるという「敵意バイアスを回避する」ことであり、親自身が敵意バイアスを回避すれば、子供はより人気のないカテゴリーから遠ざかるということである。

## 関連文献
- 日本語のオープンアクセス文献
  - 乗越皓司「霊長類の攻撃性について」『動物心理学研究』第50巻第2号、日本動物心理学会、2000年12月25日、247-254頁、NAID 110003153722。
  - 小山高正「ヒト幼児にみられる攻撃性」『動物心理学研究』第50巻第2号、日本動物心理学会、2000年12月25日、255-259頁、NAID 110003153723。
  - 植木昭和「攻撃行動の薬理」『藥學雜誌』第103巻第9号、公益社団法人日本薬学会、1983年9月25日、909-921頁、NAID 110003650534。